# Belgian Art Prize
De Belgian Art Prize (ook bekend als Young Belgian Art Prize en daarvoor als Prijs Jonge Belgische Schilderkunst of Prix Jeune Peinture Belge) is een tweejaarlijks uitgereikte prijs voor beeldend werk van een jonge kunstenaar. In 1950 werd ze voor het eerst uitgereikt met als doel om jonge kunst te promoten en te ondersteunen. De prijs betekent voor jonge kunstenaars een belangrijke erkenning van hun werk. De bekroonde werken worden tentoongesteld in BOZAR en opgenomen in de begeleidende catalogus.
De wedstrijd staat open voor kunstenaars, uit alle beeldende kunstdisciplines, die van Belgische nationaliteit zijn of al minimum een jaar in België verblijven en die nog geen 35 jaar zijn. Geen enkel onderwerp is opgelegd en alle beeldende expressiemiddelen zijn toegestaan. Sinds 1996 staat de Prijs Jonge Belgische Schilderkunst onder de Hoge Bescherming van Koning Albert II. De laureaten van de recente edities (zoals Pierre Alechinsky, Ann Veronica Janssens, Marie-Jo Lafontaine, Hans Op de Beeck, Loreta Visic, Xavier Noiret-Thome, Christophe Terlinden, Leen Voet, Benoit Plateus, Orla Barry en Jan De Cock hebben ondertussen een plaats weten te vinden in de internationale kunstwereld.
Aan de wedstrijd zijn vier prijzen verbonden:
- Prijs Jonge Belgische Schilderkunst – Crowet (€ 25.000)
- Prijs Jonge Belgische Schilderkunst – Emile en Stephy Langui (€ 12.500)
- Prijs Paleis voor Schone Kunsten (€ 12.500)
- Prijs ING (€ 12.500).

Naar analogie met deze prijs werd in 1954 de Prijs Jonge Belgische Beeldhouwkunst gesticht. Roel D'Haese was de eerste winnaar van deze prijs.
De prijs is zowat het equivalent van de Turner Prize in Groot-Brittannië, de Prix Marcel Duchamp in Frankrijk en Prix de Rome in Nederland.

## Editie 2007[1]
Een internationaal samengestelde jury selecteerde voor de editie 2007 de volgende kandidaten uit circa 250 ingezonden kunstwerken: Virginie Bailly (Brussel, 1976), Koenraad Dedobbeleer (Halle 1975), Gabriel Lester (Amsterdam, 1972), Cédric Noël (Argenteuil, 1978), Mira Sanders (Brussel, 1973), Sarah Vanagt (Brugge, 1976) en Pieter Vermeersch (Kortrijk, 1973). De jury speelde op veilig door voor namen te kiezen van Belgische kunstenaars die allang bekend zijn. Al deze kunstenaars werden uitgenodigd om een nieuw werk te realiseren waarvoor zij productiesteun kregen. Hun werk werd geëxposeerd in het Paleis voor Schone Kunsten in Brussel, in de maanden juli/augustus 2007.
De internationale jury van deze editie bestond uit de volgende museumdirecteurs: Ann Demeester (directrice van De Appel in Amsterdam), Eva Gonzalez-Sancho (directrice van FRAC Bourgogne in Dijon), Stijn Huijts (directeur van het Stedelijk Museum Het Domein in Sittard), Jérôme Sans (Baltic, Gateshead) en Nicolaus Schafhausen (directeur van Witte De With in Rotterdam).
In 2007 deelde de jury slechts drie prijzen uit (elk voor € 12.500), zonder evenwel de hoofdprijs toe te kennen. Ann Demeester, juryvoorzitster licht toe dat na lang beraad men niet tot een beslissing kon komen:"Het algemene niveau van de inzending was hoog, wij vonden gewoon geen primus inter pares. De kleinere prijzen werden toebedeeld aan Mira Sanders (prijs ING),Pieter Vermeersch (prijs Paleis voor Schone Kunsten) en Cédric Noël (prijs Emile en Stephy Langui). Door niet toekenning van de hoofdprijs wordt deze in een mecenaatsfonds voor artistieke productie gedeponeerd zonder een duidelijke bestemming ervan aan te geven. In het jaar 1957 werd de hoofdprijs ook niet toegekend.
De drie winnaars waren Mira Sanders, Cédric Noël en Pieter Vermeersch.

Mira Sanders construeerde met een televisie en een diaprojector een theater van gedachten en schaduwbeelden, met verwijzing naar Rik Wouters en Elvis Presley. Cédric Noël fungeerde als curator van een zelfgeconstrueerd museum in interactie met andere kunstenaars. Pieter Vermeersch hervormde een museumzaal tot een claustrofobische kijkdoos van kleur, gedempt licht en zich wijzigend perspectief.
Een opgemerkte inzending kwam van Koenraad Dedobbeleer. Deze bestond uit video-opnames van restaurantbezoek waarbij de camera op de rand van de tafel werd geplaatst. De opnames worden vertoond op zes monitoren met af en toe ondertiteling, verwijzend naar gevoerde tafelgesprekken. Ze laten de beelden voor zich spreken met als gevolg beelden van het bestek en behang begeleid door restaurantgeluiden.
De zeven genomineerden reageerden met onbegrip op het niet toekennen van de hoofdprijs en klaagden het gebrek aan argumentatie van de jury aan. "Deze situatie plaatst de kunstenaar in de marge, de organisatie in het midden en de jury in het centrum van de aandacht", aldus de reactie van Gabriel Lester. "Hoe je het ook bekijkt" stelde Pieter Vermeersch, "de niet-toekenning van de prijs is een negatief signaal. En dat komt uitgerekend op het moment dat verscheidene kunstenaars die naar de prijs meedongen, een internationale carrière beginnen te maken".

Er raakte ondertussen bekend dat de jury aan een tekst werkte om op de kritiek van de genomineerde kunstenaars te reageren.

## Editie 2009
De laureaten in 2009 waren Nico Dockx, Leon Vranken, Els Vermang, Caroline Pekle, Robert Kot, Jeroen Hollander en Lara Mennes. Deze zeven kunstenaars mochten een nieuw werk realiseren en tentoonstellen in de zomer van 2009 in het Brussels Paleis voor Schone Kunsten.

### Palmares
- De Prijs Jonge Belgische Schilderkunst - Crowet (€ 25.000): Lara Mennes. In het Paleis toont zij in drie zalen haar project Cité met foto's, tekstfragmenten en bouwplannen van de Limburgse mijncité's.
- Prijs Langui ter waarde van € 12.500: Nico Dockx en Helena Sidiropoulos. Het werk bestaat uit een videomontage met materiaal uit het archief van het Paleis waardoor zij op deze wijze op zoek gaan naar het geheugen van de tentoonstellingsruimten.
- Prijs Paleis voor Schone Kunsten ter waarde van € 12.500: Leon Vranken. Met uit hun context gelichte gecombineerde geometrische objecten toont deze kunstenaar een bevreemdende wereld.
- Prijs ING ter waarde van € 12.500: Jeroen Hollander. Met grote nauwkeurigheid gemaakte tekeningen van verzonnen stadskaarten en communicatienetwerken schept deze kunstenaar een wereld van fictieve trajecten.

## Editie 2011
De internationale jury bestaande uit Hilde Teerlinck (Frac Nord Pas de Calais), Thierry Raspail (Musée d’art contemporain, Lyon), Clément Minighetti (Mudam, Luxembourg), Henriette Bretton-Meyer (Overgaden - Institute of Contemporary Art, Kopenhagen) en Miguel von Hafe Pérez (Centro Galego de Arte Contemporánea, Santiago de Compostela) selecteerde uit 276 kandidaten de volgende tien kunstenaars: David Catherall, Michiel Ceulers, Pieterjan Ginckels, Manor Grunewald, Hou Chien Cheng, Paul Hendrikse, Kelly Schacht, Joris Van De Moortel, Cédric Van Turtelboom en Freek Wambacq.

### Palmares
- Prijs Jonge Belgische Schilderkunst – Crowet (€ 25.000): Kelly Schacht voor haar volgens de jury intense zoektocht naar de relatie tussen het kunstwerk, de ruimte en de toeschouwer en hoe deze relatie zichzelf omvormt in een performatieve blik.
- Prijs Jonge Belgische Schilderkunst – Emile en Stephy Langui (€ 12.500): gedeelde prijs voor Paul Hendrikse en David Catherall; volgens de jury Hendrikse met zijn meer documentaire/historische benadering, Catherall met zijn conceptuele manier om met de werkelijkheid om te gaan.
- Prijs Paleis voor Schone Kunsten (€ 12.500): Pieterjan Ginckels voor zijn volgens de jury ambitieuze installatie die het resultaat was van een proces dat verschillende media omvat zoals geluid, video en 'performance' wat leidt tot een rijke fysieke ervaring.
- Prijs ING (€ 12.500): Freek Wambacq voor zijn volgens de jury creatieve proces waarbij hij de schilderstraditie in vraag stelt met een installatie die geschiedenis, herinneringen,vertellingen en beeldproducties omvat, alsook voor het specifieke beeldende aspect van zijn werk.